# ライオン古山
ライオン 古山（ライオン ふるやま、1948年1月16日 - ）は、日本の元プロボクサー。本名は古山 哲夫（ふるやま てつお）。宮城県柴田郡出身。現役時代は笹崎ボクシングジム所属。現在はライオンズジム会長として後進の指導に当たっている。

## 来歴
1967年6月19日、今西正実戦でデビュー。2RKO勝利。
第14回全日本ライト級新人王も獲得する。
1969年4月9日、浦和洋一と日本ジュニアウェルター級王座を争い、2RKO勝ちで王座獲得。
1970年9月2日、辛春教が持つOBF東洋同級王座に挑戦。7RKO勝ちで王座奪取。
12月16日に同王座を初防衛後、日本王座返上。
1971年5月29日、李昌吉に判定負けで東洋王座陥落。
1972年10月30日、東海林博に8RKO勝ちで日本王座奪還。
1973年12月5日、パナマシティで、アントニオ・セルバンテスが持つWBA世界同級王座に挑戦するが、判定負けで王座奪取に失敗。
1974年9月21日、ローマで、ペリコ・フェルナンデスと空位のWBC世界同級王座を争い判定で敗退するも、地元判定ではないかと当時現地で解説していた元世界王者小林弘が猛抗議するなど、物議をかもした。
1976年1月25日、日本大学講堂で、センサク・ムアンスリンが持つ同王座に再挑戦も判定負け。
1977年7月17日誰もが目を疑うクオーリーフジ（ブルースカリー）にｋｏ負けを喫する　この時の映像はカリーのマネージャーが録画したものである
日本王座8度防衛後の1977年10月27日、畠山昇に判定負けを喫し王座陥落。試合後引退。

## 戦績
- 54戦38勝（27KO）12敗4分